# Tiago Gomes
Tiago Henrique Damil Gomes (* 29. Juli 1986 in Oeiras) ist ein ehemaliger portugiesischer Fußballspieler.

## Karriere

### Im Verein
Tiago Gomes spielte zu Beginn seiner Karriere für die zweite Mannschaft von Benfica Lissabon. Zur Saison 2006/07 wurde er in den Profikader aufgenommen, jedoch umgehend an den Erstligakonkurrenten CF Estrela Amadora ausgeliehen. Dort gab er sein Erstligadebüt, kam aber insgesamt nicht über die Rolle des Ergänzungsspielers hinaus. In der Spielzeit 2007/08 bestritt er daraufhin auf Leihbasis 19 Ligaspiele für den polnischen Erstligisten Zagłębie Lubin. Am Saisonende musste der Klub aufgrund von Verwicklungen in einen Korruptionsskandal jedoch zwangsabsteigen. Zur Saison 2008/09 wechselte Tiago Gomes daraufhin ablösefrei zum spanischen Erstligisten CA Osasuna. Nach einer enttäuschenden Spielzeit ohne jeden Ligaeinsatz kehrte er zur Saison 2009/10 nach Portugal zurück und spielte für Belenenses Lissabon. Dort kam er zunächst nur als Einwechselspieler zum Einsatz. Nach dem Abstieg am Saisonende rückte er schließlich in der Saison 2010/11 in die Stammformation auf. Zur Saison 2011/12 wurde er vom Zweitligakonkurrenten GD Estoril Praia verpflichtet, mit dem er am Ende der Spielzeit als Tabellenerster in die Primeira Liga aufstieg. In der Spielzeit 2012/13 wurde er mit dem Aufsteiger Tabellenfünfter, woraufhin er an der UEFA Europa League 2013/14 teilnahm. Zur Spielzeit 2014/15 schloss sich Tiago Gomes Sporting Braga an. Zur Saison 2015/16 wechselte er auf Leihbasis zum französischen Zweitligisten FC Metz, mit dem er am Ende der Spielzeit in die Ligue 1 aufstieg.

### In der Nationalmannschaft
Tiago Gomes war Bestandteil der U17, U19, U20 und U21-Nationalmannschaft Portugals. Am 18. November 2014 debütierte er unter Nationaltrainer Fenando Santos im Rahmen eines Freundschaftsspiels gegen Argentinien (1:0) in der A-Nationalmannschaft.